# Enzo Tarascio
Enzo Tarascio, all'anagrafe Vincenzo Gaetano Tarascio (Torino, 19 marzo 1919 – San Cesareo, 1º ottobre 2006), è stato un attore e doppiatore italiano, attivo in cinema, teatro, radio e televisione specialmente fra gli anni cinquanta e gli anni ottanta.

## Biografia
Nato a Torino da famiglia di origine siciliana, attore dalla recitazione calibrata e moderna, di impronta teatrale, è stato molto attivo anche nel cinema e nella televisione. È ricordato per le parti da duro che spesso gli venivano affidate. Fra le sue interpretazioni per il cinema quella in ...continuavano a chiamarlo Trinità, western del 1971 diretto da E.B. Clucher, in cui interpretava il ruolo di Mitch, sceriffo della città di San José, e Il conformista, girato nell'anno precedente, diretto da Bernardo Bertolucci ed in cui interpretava il ruolo del professor Luca Quadri.

### Televisione

Enzo Tarascio in A come Andromeda

Per la televisione, si ricorda la sua interpretazione, nel ruolo del procuratore Villefort, ne Il conte di Montecristo, dal romanzo di Alexandre Dumas padre, diretto da Edmo Fenoglio, in cui recitò accanto ad Andrea Giordana e Giuliana Lojodice. Sempre per la televisione, negli anni settanta, è stato interprete negli sceneggiati A come Andromeda, Joe Petrosino e Accadde a Lisbona. Fra le altre interpretazioni televisive si ricorda quella di Richard Barras, proprietario della miniera nello sceneggiato E le stelle stanno a guardare.

### Teatro
Ha lavorato in teatro insieme con altri noti attori, fra cui Tino Buazzelli, Alberto Terrani, Ottavio Fanfani e Carlo Bagno. Sue partner sulla scena sono state, fra le altre, Edmonda Aldini e Anna Proclemer.
Nel 1953, viene scritturato da Giorgio Strehler per il Giulio Cesare di William Shakespeare, iniziando da allora una lunga collaborazione con il regista e con il Piccolo Teatro di Milano.
Nella sesta edizione dell'Arlecchino di Carlo Goldoni, nel 1977, con la regia di Giorgio Strehler,  interpretò la parte del dottor Lombardi.

## Filmografia

### Cinema
- Il bivio, regia di Fernando Cerchio (1951)
- Dialogo di un venditore di almanacchi e di un passeggiere, regia di Ermanno Olmi – cortometraggio (1954)
- Il moralista, regia di Giorgio Bianchi (1959)
- Una spada per l'impero, regia di Sergio Grieco (1964)
- I criminali della metropoli, regia di Gino Mangini (1965)
- Il conformista, regia di Bernardo Bertolucci (1970)
- La vittima designata, regia di Maurizio Lucidi (1971)
- Roma bene, regia di Carlo Lizzani (1971)
- La notte che Evelyn uscì dalla tomba, regia di Emilio P. Miraglia (1971)
- ...continuavano a chiamarlo Trinità, regia di E.B. Clucher (1971)
- Sette orchidee macchiate di rosso, regia di Umberto Lenzi (1972)
- L'etrusco uccide ancora, regia di Armando Crispino (1972)
- Il prato macchiato di rosso, regia di Riccardo Ghione (1975)
- Dialogo di un venditore di almanacchi e di un passeggere, di Ermanno Olmi (1954)

### Televisione
- L'Apollo di Bellac, regia di Flaminio Bollini (1962)
- L'ammiraglio dell'oceano e delle anime, regia di Gianfranco Bettetini (1963)
- La maschera e il volto, regia di Flaminio Bollini (1965)
- Il conte di Montecristo, regia di Edmo Fenoglio (1966)
- Natale in piazza, regia di Alessandro Brissoni (1967)
- Tartarino sulle Alpi, regia di Edmo Fenoglio (1968)
- Caio Gracco, regia di Piero Schivazappa (1968)
- L'incoronazione di Carlo Magno, regia di Piero Schivazappa (1968)
- Il processo Slansky, regia di Leandro Castellani (1968)
- La casa in ordine, regia di Carlo Di Stefano (1968)
- Marea di settembre, regia di Alessandro Brissoni (1968)
- Losey il bugiardo, regia di Fulvio Tolusso (1968)
- Il muro divisorio, regia di Raffaele Meloni (1969)
- E le stelle stanno a guardare, regia di Anton Giulio Majano – miniserie TV (1971)
- A come Andromeda, regia di Vittorio Cottafavi – miniserie TV (1972)
- Joe Petrosino, regia di Daniele D'Anza – miniserie TV (1972)
- All'ultimo minuto – serie TV (1972)
- Il cancelliere Krehler, regia di Luigi Di Gianni (1972)
- Opla noi viviamo, regia di Marco Leto (1972)
- Le ultime lettere di Jacopo Ortis, regia di Peter Del Monte (1973)
- Accadde a Lisbona, regia di Daniele D'Anza – miniserie TV (1974)
- L'alfa e il tuono, regia di Pino Passalacqua (1976)
- Semmelweis, regia di Gianfranco Bettetini (1980)
- Fosca, regia di Enzo Muzii – film TV (1981)

## Teatro
- Giulio Cesare di William Shakespeare, regia di Giorgio Strehler, Piccolo Teatro di Milano, 20 novembre 1953.
- Storia di Pablo di Sergio Velitti, regia di Virginio Puecher, Piccolo Teatro di Milano, 20 marzo 1961.
- Hedda Gabler di Henrik Ibsen, regia di Giorgio De Lullo, Teatro Stabile di Torino, 13 gennaio 1969.
- Il giardino dei ciliegi di Anton Čechov, regia di Giorgio Strehler,  Piccolo Teatro di Milano, 22 maggio 1974.

## Prosa radiofonica Rai
- Malìa di Luigi Capuana, regia di Eugenio Salussolia, trasmessa il 10 dicembre 1950.
- Edoardo mio figlio di Robert Morley e Noel Langley, regia di Umberto Benedetto, trasmessa il 29 ottobre 1951.
- Antigone di Sofocle, regia di Corrado Pavolini, trasmessa il 21 dicembre 1951.
- Follia e saggezza di Glasor, radiodramma di Italo Alighiero Chiusano, regia di Umberto Benedetto, trasmessa il 5 giugno 1952.
- Il pretore De Minimis di Guglielmo Giannini, regia di Umberto Benedetto, trasmessa il 4 agosto 1952.
- Gli agnellini non mangiano l'edera di Noel Langley, regia di Umberto Benedetto, trasmessa il 11 agosto 1952.
- Maestro Pulce di E.T.A. Hoffmann. regia di Umberto Benedetto,  28 gennaio 1953.
- Thor e gli angeli di Christopher Fry, regia di Corrado Pavolini, trasmessa il 16 marzo 1953.
- Il si delle ragazze di Leandro Fernández de Moratín, regia di Corrado Pavolini (1953)
- Non abbiamo più ricordi di Jean Blondel, regia di Umberto Benedetto, trasmessa il 5 maggio 1953.
- Sotto i ponti di New York di Maxwell Anderson, regia di Umberto Benedetto, trasmessa il 20 maggio 1953.
- L'antenato di Carlo Veneziani, regia di Umberto Benedetto, trasmessa il 26 luglio 1955.
- Annibale alle porte di Robert Sherwood, regia di Enzo Convalli, trasmessa il 9 gennaio 1956.
- Un caso clinico, commedia di Dino Buzzati, regia di Sandro Bolchi, trasmessa il 20 gennaio 1956.
- Santa Giovanna di George Bernard Shaw, regia di Sandro Bolchi, trasmessa il 19 giugno 1956.
- La controversia di Pierre de Marivaux, regia di Corrado Pavolini, trasmessa il 5 dicembre 1956.
- Ombre sull'acqua, dramma di William Butler Yeats, regia di Corrado Pavolini, trasmesso il 31 marzo 1957.
- Il tacchino delle gambe di legno di Ugo Liberatore, regia di Mario Ferrero, trasmessa nel 1959.
- Il calapranzi di Harold Pinter, regia di Giorgio Bandini, trasmessa il 23 febbraio 1962.
- Cento anni, romanzo di Giuseppe Rovani, regia di Enzo Convalli, trasmesso il 24 marzo 1963.

## Doppiaggio

### Cinema e televisione
- James Berwick in Posta grossa a Dodge City
- Mario Brega in Un angelo per Satana
- Bruce Cabot in Agente 007 - Una cascata di diamanti
- Alain Cuny in La grande scrofa nera
- Robert Duvall in Joe Kidd
- José Guardiola in Mani di pistolero
- Richard Harris ne La pattuglia dei 7
- James Robertson Justice in La signora sprint

### Cartoni animati
- Phantom, I difensori della Terra
- Nonno di Conan, Conan
- Orlando, Pippo e Menelao
- Arago, I cinque samurai
- Arles, I cavalieri dello zodiaco
- Padrone del circo ne Il mistero della pietra azzurra

### Videogiochi
- Kain, Melchiah e Rahab, Legacy of Kain: Soul Reaver

## Discografia parziale
- 1981 - Autori Vari Le meravigliose avventure del bambino più bello del mondo (Iskon, KC 108001/2, 2LP)